# Вікімандри
Вікімандри (англ. Wikivoyage) — інтернет-портал, присвячений туризму. Використовує вікі-технології і вільні ліцензії. Створюється добровольцями, зацікавленими в цій темі.

## Історія
На відміну від інших проєктів Фонду, проєкт Wikivoyage має свою, достатньо довгу історію. В 2003 році подружжя Еван і Мішель Продрому заснували проєкт Wikitravel. Після кількох років успішного розвитку вікіпроєкту, в 2006 році, він був проданий американській компанії Internet Brands. В результаті цієї події в тому ж році німецьким та італійським співтовариствами проєкту Wikitravel, як форк, був організований проєкт Wikivoyage.
Англійський розділ був перезапущений 15 січня 2013 року.

## Український розділ
Український розділ почав розвиватися з кінця 2012 року, спочатку в інкубаторі. А 28 березня 2013 року розпочалося перенесення до основного простору. На лютий 2014 року український розділ Вікімандрів налічував понад 450 статей і набирав популярності.